# Frankenau
Frankenau è una città tedesca di 2 933 abitanti, situata nel Land dell'Assia.